# Quickspring

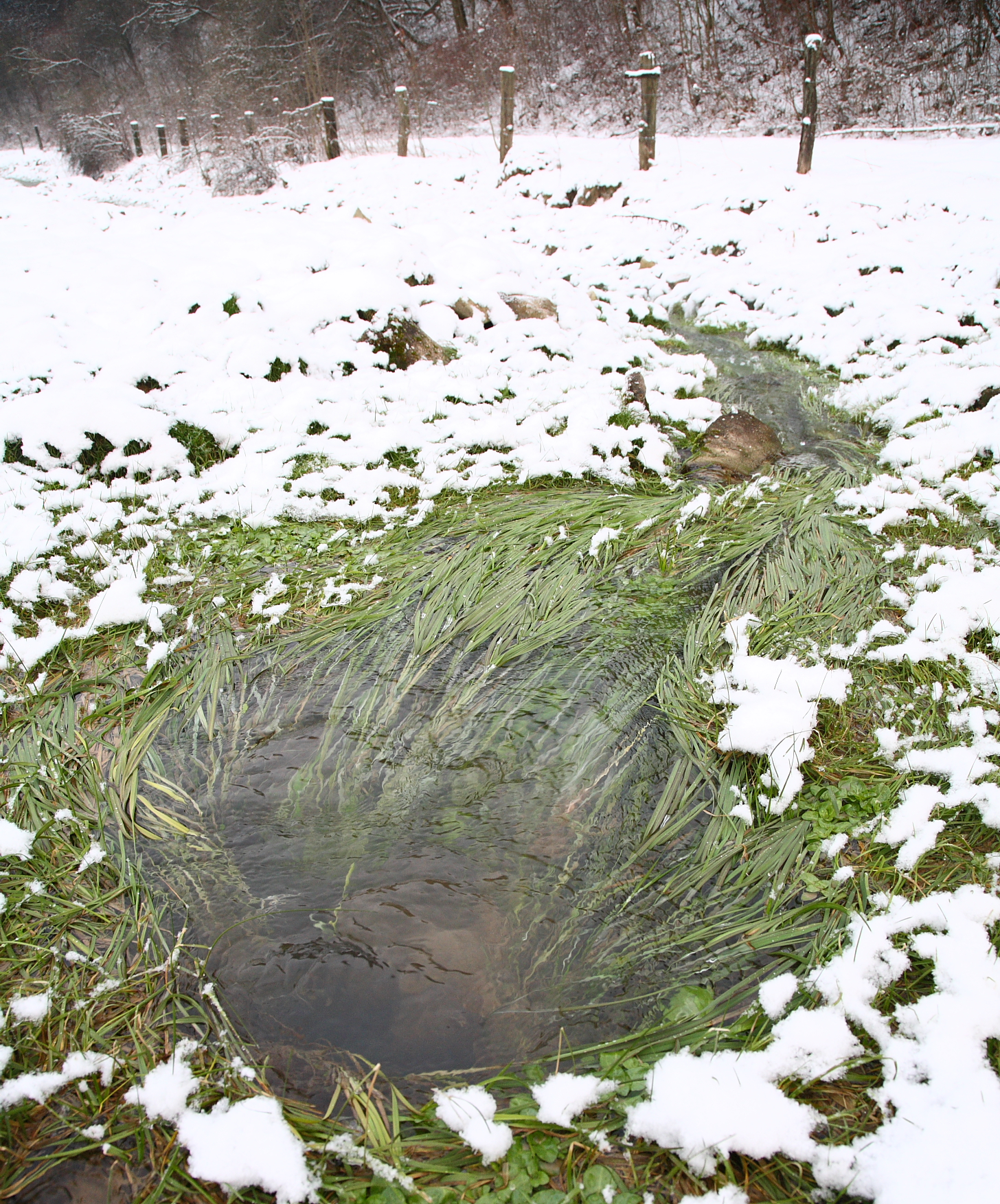
Ein Quickspring in der Talaue der Alme bei Niederntudorf

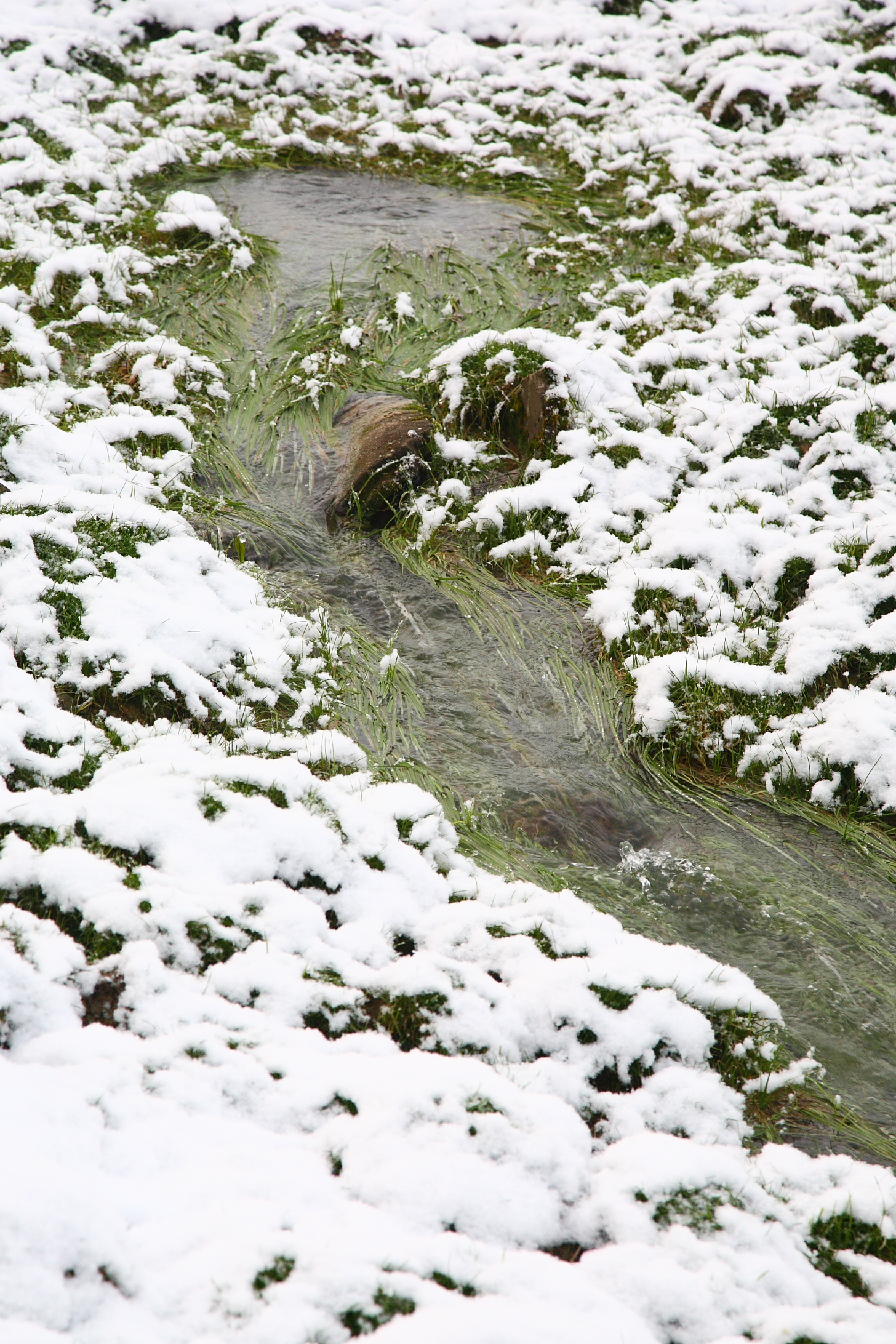
Ein Quickspring in der Talaue der Alme bei Niederntudorf

Quickspringe sind temporäre Quellen, die auf der Paderborner Hochfläche im Kreis Paderborn, Nordrhein-Westfalen vorkommen. In Südwestdeutschland werden diese Quellen als Hungerbrunnen bezeichnet.

## Entstehung
Die Quickspringe entspringen in der größten und wasserreichsten Karstlandschaft Westfalens. 

## Quickspringe im Paderborner Land
Neben den zahlreichen Dauerquellen, die entlang der Bundesstraße 1 in Bad Lippspringe, Paderborn,
Upsprunge und Geseke entspringen, von denen allein die Paderquellen 5 m³/s im Mittel schütten, finden
sich im Karstgebiet in der Talaue der Alme, Altenau, Menne und der Sauer einige wenige nahezu ständig fließende Quellen.
Die übrigen Quellen versiegen in den Sommermonaten zeitweilig. Sie werden im Paderborner Land Quickspringe genannt.
Quickspringe bilden häufig Quellgruppen.

## Quickspring am Fuße des Trütkenberges
In regenreichen Zeiten schütten Quickspringe große Mengen Wasser wie das Quickspring am Fuße des Trütkenberges in der Nähe von Niederntudorf. Die Quelle bringt es zeitweise, nach langem Starkregen und plötzlicher Schneeschmelze, auf eine Schüttung von mehr als 115 l/s. Relativ schnell werden dann die Wasser durch das klüftige Kalkgestein nach unten geleitet und zutage gefördert.

## Vorkommen der Quickspringe
- im Mental bei Henglarn entlang der Menne
- in der Talaue der Alme bei Alfen
- in der Talaue der Alme bei Niederntudorf
- in der Talaue der Alme bei Ahden

## Bildergalerie

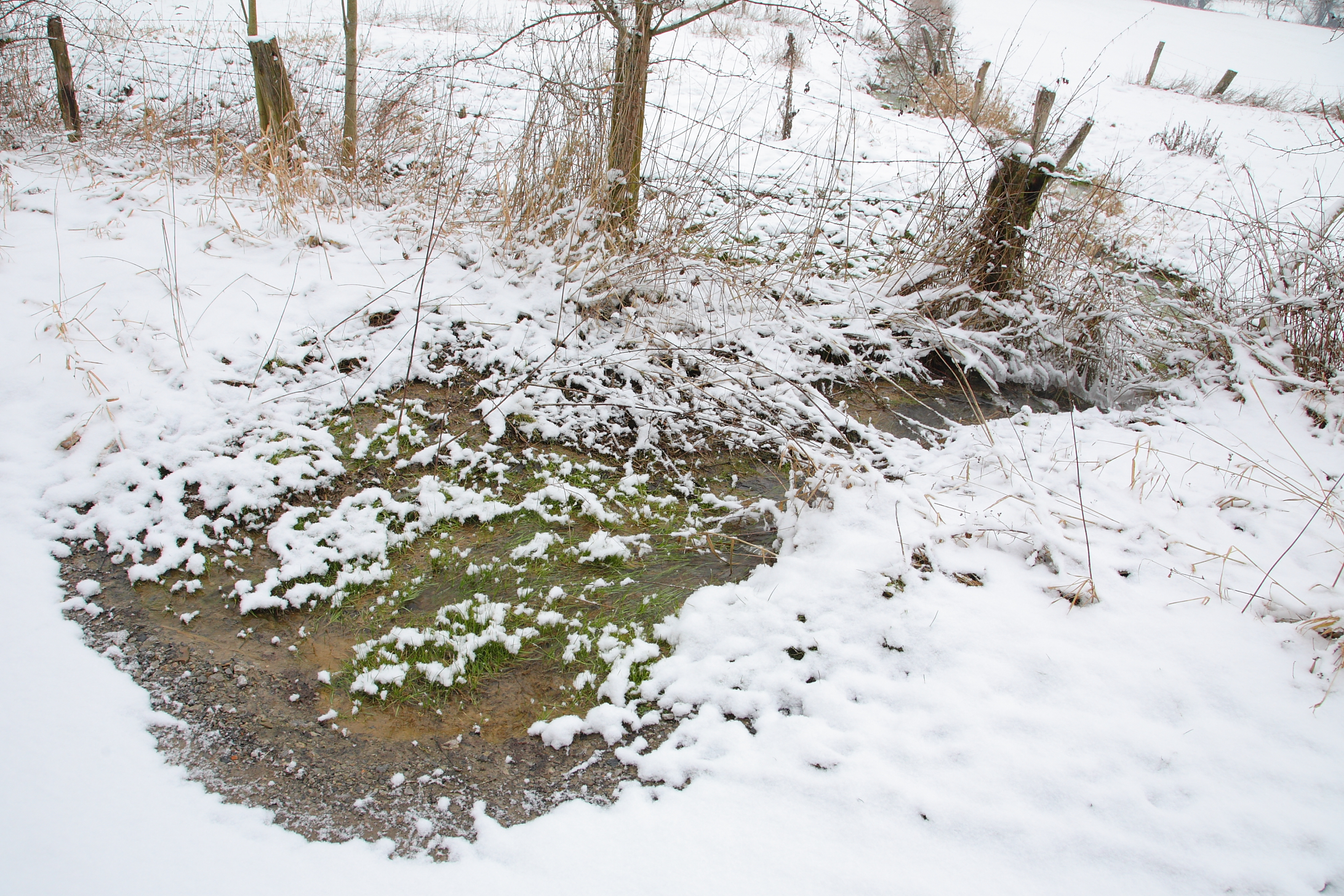
Ein Quickspring in Almetal zwischen Niederntudorf und Alfen.
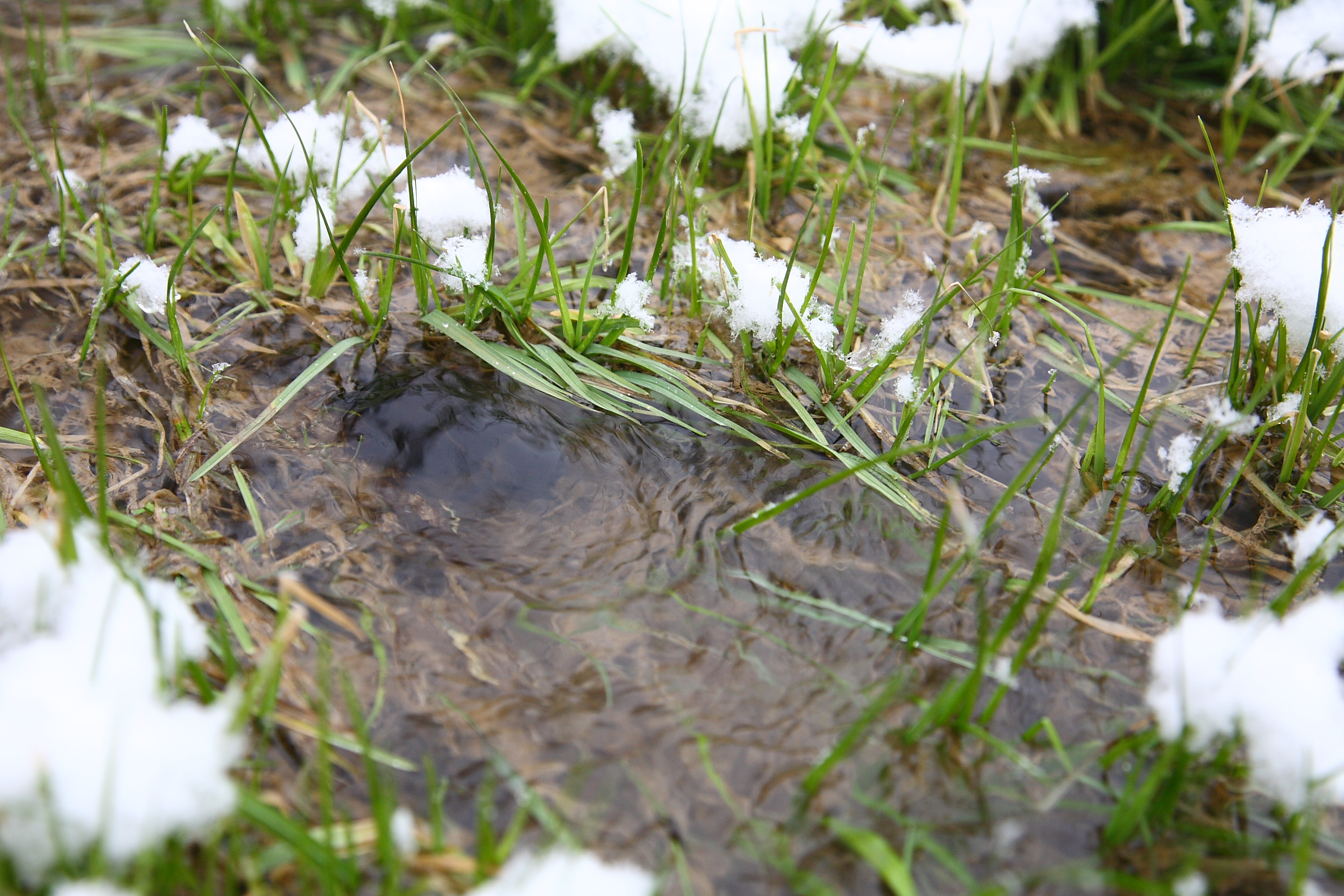
Eine kleine Quellöffnung eines Quicksprings.
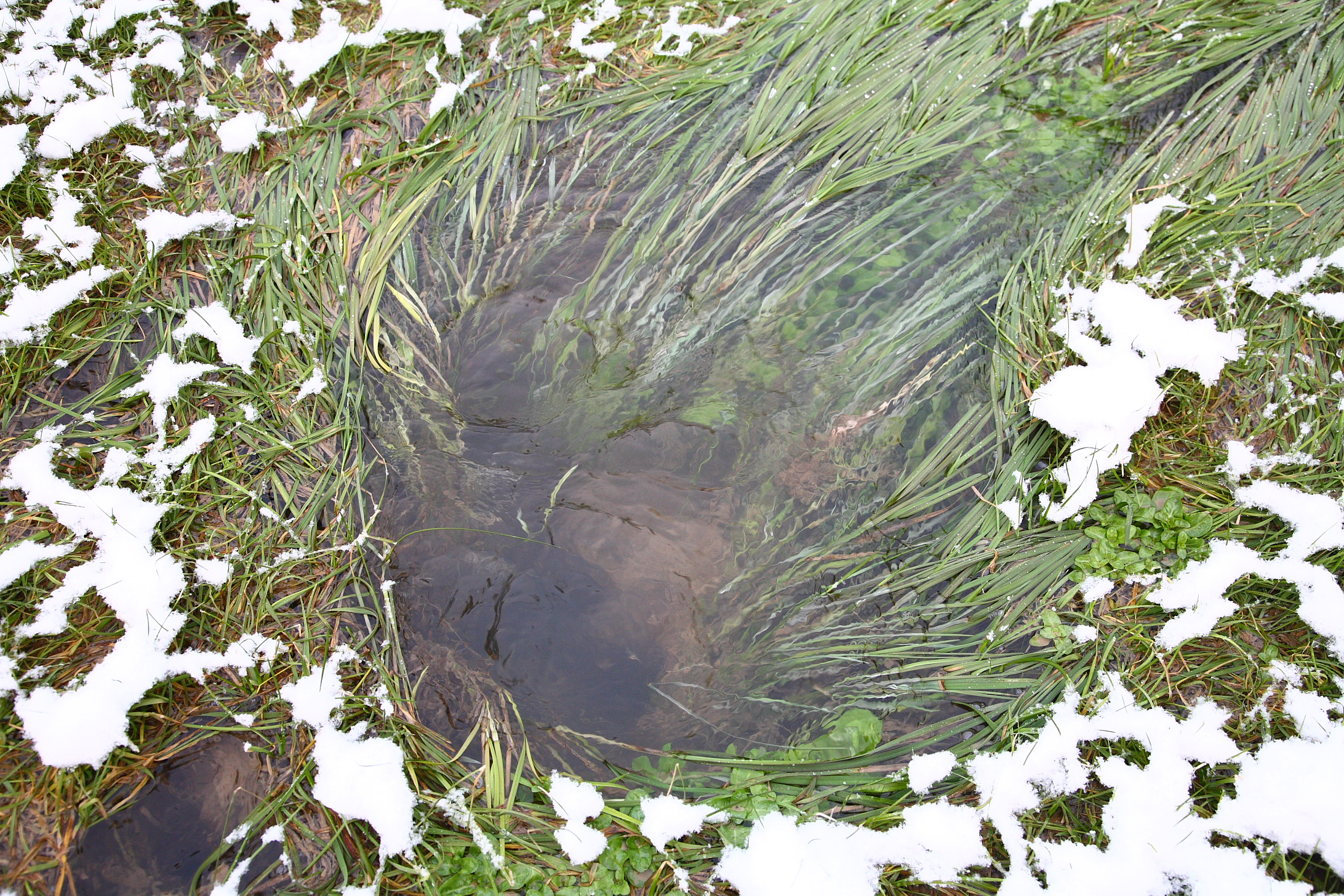
Eine große Quellöffnung eines Quickspring.
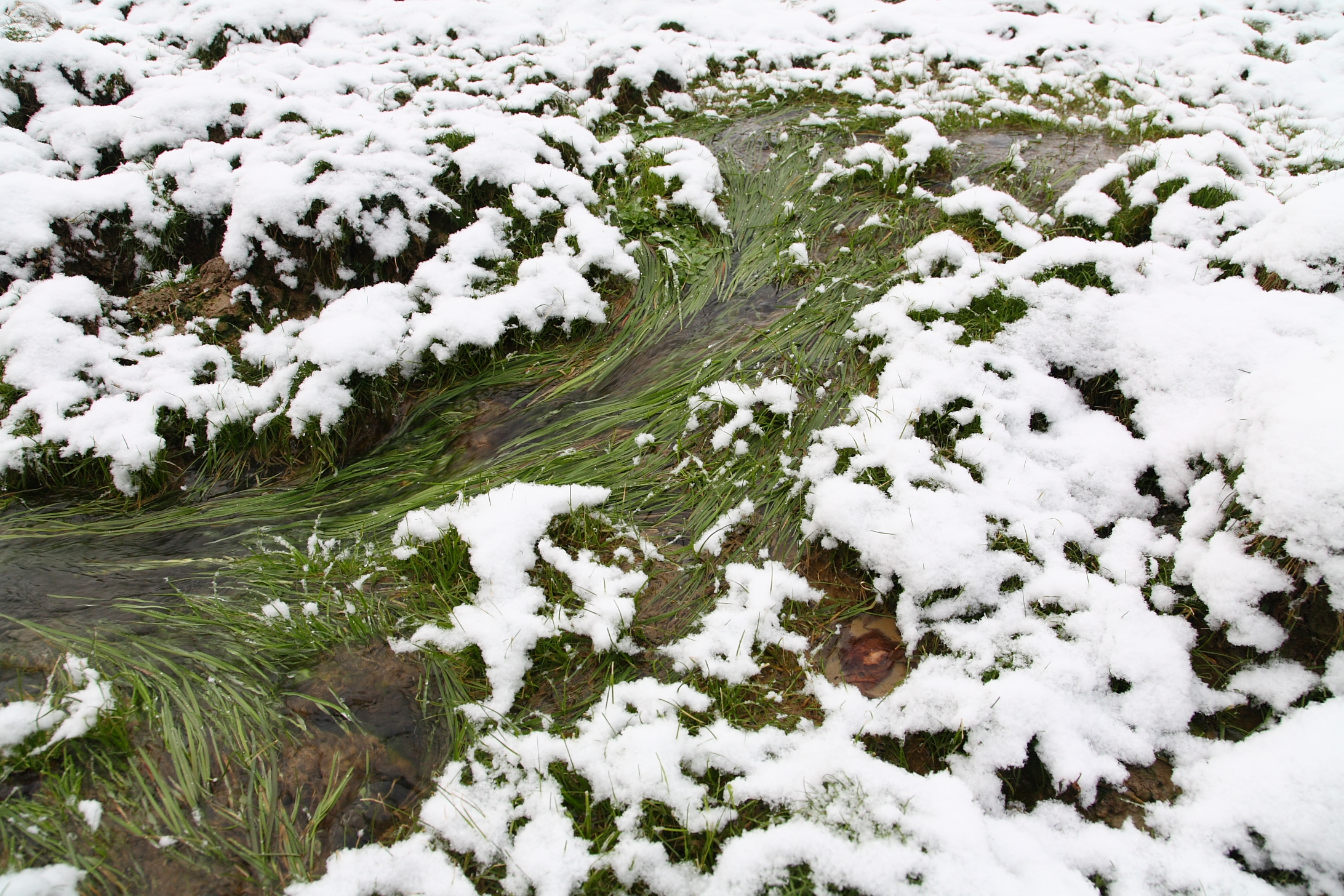
Eine Gruppe von Quickspringe bei Alfen, es sind drei einzelne Quickspringe erkennbar.